# Monte Pelato (Colline Livornesi)
Il Monte Pelato (378 m s.l.m.) è un rilievo delle Colline Livornesi situato in provincia di Livorno, nel comune di Rosignano Marittimo.
È comunemente designato – soprattutto localmente – col nome di Poggio Pelato; questa denominazione è tuttavia scorretta (quantomeno dal punto di vista della cartografia ufficiale), in quanto il Poggio Pelato è un rilievo distinto e collocato in prossimità della frazione di Gabbro.

## Geografia del territorio

### Morfologia
È riconoscibile per l'aspetto a prisma conico della sua sommità ed è più alto rispetto alle colline circostanti. Il nome "Poggio Pelato", con il quale gli abitanti della zona lo chiamano, è stato attribuito in virtù della cima del rilievo priva di vegetazione ad alto fusto. Sulla cima, in passato, vi era una torretta d'avvistamento allo scopo di prevenire gli incendi.

### Come raggiungerlo
Il Monte Pelato è raggiungibile dal sentiero 00, che attraversa il crinale delle Colline livornesi dalla località Cisternino (Livorno) a Rosignano Marittimo. Dal segnavia principale, dopo il bivio col sentiero 8, si dirama una stradina che in pochi minuti permette di raggiungere la vetta.